# Il paese di cuccagna
(Matilde Serao, 1884)
Il paese di cuccagna è un romanzo della scrittrice partenopea di adozione Matilde Serao, dapprima apparso a puntate (1889-1891) sul quotidiano «il Corriere di Napoli», e pubblicato in volume nel 1891 dall’editore Treves di Milano.

## Argomento
Il romanzo è suddiviso in venti capitoli che rappresentano una vera e propria denuncia della rovina morale e sociale della città di Napoli, perseguitata dal gioco del lotto. Attraverso le vicende di varie figure di ogni estrazione sociale, si assiste settimana dopo settimana alla caduta di intere famiglie prede del miraggio implacabile dell’ottenimento di una vincita milionaria al gioco d’azzardo. Il paese di cuccagna è un grande affresco del capoluogo campano, immortalato alla fine dell’’800, con cui Matilde Serao continua e completa il percorso iniziato con Il ventre di Napoli e proseguito con Terno secco. 
Titoli dei capitoli:
1. L’estrazione del lotto
2. ll battesimo d’Angelina Fragalà, bella figlia di papà
3. In casa Cavalcanti. Il convegno dei cabalisti
4. Il dottor Amati. Suor Maria degli Angioli. In convento (la scrittrice descrive con parole ammirate l'opera del dottor Antonio Cardarelli, che nel romanzo prende il nome di Antonio Amati)[2]
5. Il carnevale di Napoli
6. Donna Caterina e donna Concetta; l’usuraia e la genitrice di gioco piccolo
7. Gli affari di don Gennaro Parascandolo
8. Il banco lotto di Don Crescenzo
9. Le visioni di Bianca Maria
10. Maggio e il miracolo di San Gennaro
11. Idillio e follia
12. Le tre sorelle. Chiarastella la fattucchiera
13. La pasticceria in fallimento
14. Il sequestro dell’assistito
15. Il sacrilegio. Il bel sogno d’amor sparisce
16. Il testamento di Pasqualino De Feo
17. L’osteria di Babbasone. Il dichiaramento
18. Si loca
19. La «Via Crucis» di don Crescenzo
20. Bianca Maria Cavalcanti

## Adattamenti
Nel 2019 ne è stato tratto uno spettacolo teatrale prodotto dal Teatro Stabile di Napoli, scritto, musicato e diretto da Paolo Coletta, con Michelangelo Dalisi, Gennaro Di Colandrea, Carlo Di Maio, Ivana Maione, Alfonso Postiglione, Antonella Romano, Federica Sandrini, Eduardo Scarpetta, Antonella Stefanucci, Anna Rita Vitolo.